# Hôtel de Laubardemont
L'hôtel de Laubardemont est un hôtel particulier du XVIIe siècle, situé à Bordeaux, en France.

## Localisation
L'hôtel particulier se situe actuellement au 40 cours du Chapeau-Rouge (anciennement Fossés du Chapeau-Rouge), où s'élevait un rempart datant de l'époque romaine.

## Histoire

### Hôtel du baron de Laubardemont
Le commanditaire de l'hôtel particulier est Mathieu Martin, conseiller au Parlement et secrétaire du roi, futur baron de Laubardemont. En 1607, il acquiert pour 36 500 livres (1 700 000 euros actuels) un terrain sur le bord extérieur de la ville du Moyen Âge, où se situait alors un bâtiment appelée la Bourse d'Espagne.
Pour sa construction, dont les travaux s'étalent de 1608 à 1612, il fait appel au maître maçon bordelais Henri Roche, qui édifie dans les mêmes années l'hôtel particulier de son frère Raymond Martin, situé 43 rue du Mirail. Au moment des mariages royaux célébrés à Bordeaux en octobre et novembre 1615 (notamment celui de Louis XIII et d'Anne d'Autriche le 21 novembre), l'Hôtel Martin, le plus renommé de la ville, abrite la reine-mère Marie de Médicis, et l'Hôtel de Laubardemont, le duc de Guise.

### Hôtel des Fermes
La splendeur des Martin est de courte de durée. Dans la dernière décade du XVIIe siècle, ruinés, ils doivent vendre leur trop coûteux hôtel particulier à Pierre de Lalande. Ce dernier le loue alors à l'administration des Fermes (ancêtre des douanes), et devient également la résidence des fermiers. Cette affectation permet à l'immeuble d'échapper à la destruction lors des travaux d'agrandissement du château Trompette par Louis XIV. En 1738, le service des douanes part s'installer dans son nouvel hôtel construit place Royale (aujourd'hui) de la Bourse, en bordure du fleuve.

### Direction des Postes
L'hôtel de Laubardemont, devenu disponible, est alors affecté à la Direction des Postes qui l'occupe jusqu'en décembre 1795.

### Hôtel des Princes et de la Paix
Sous l'Empire, la grande bâtisse est convertie en hôtel de voyageurs nommé Hôtel des Princes et de la Paix, qui devient l'un des plus appréciés de la ville. En 1835, il est racheté par le cuisinier Joseph Sansot, qui y exploite un restaurant célèbre pour son pâté de canard. Le succès de ce mets fut tel qu’il obtint d’être servi régulièrement à la table du roi, et ses terrines expédiées dans les cours de Belgique, d’Espagne, de Russie et d’Égypte.

Sansot fait surélever l'hôtel d'un étage. En 1845 le chroniqueur Albéric Second écrit à son sujet : « Laissez faire M. Sansot ; un jour viendra où pour loger tout son monde, il sera obligé de poignarder les cieux. Alors son établissement s’appellera hôtel de la Tour de Babel. Quoi de plus naturel ? Déjà, n’y entend-on pas parler à la fois toutes les langues de la terre ? ».

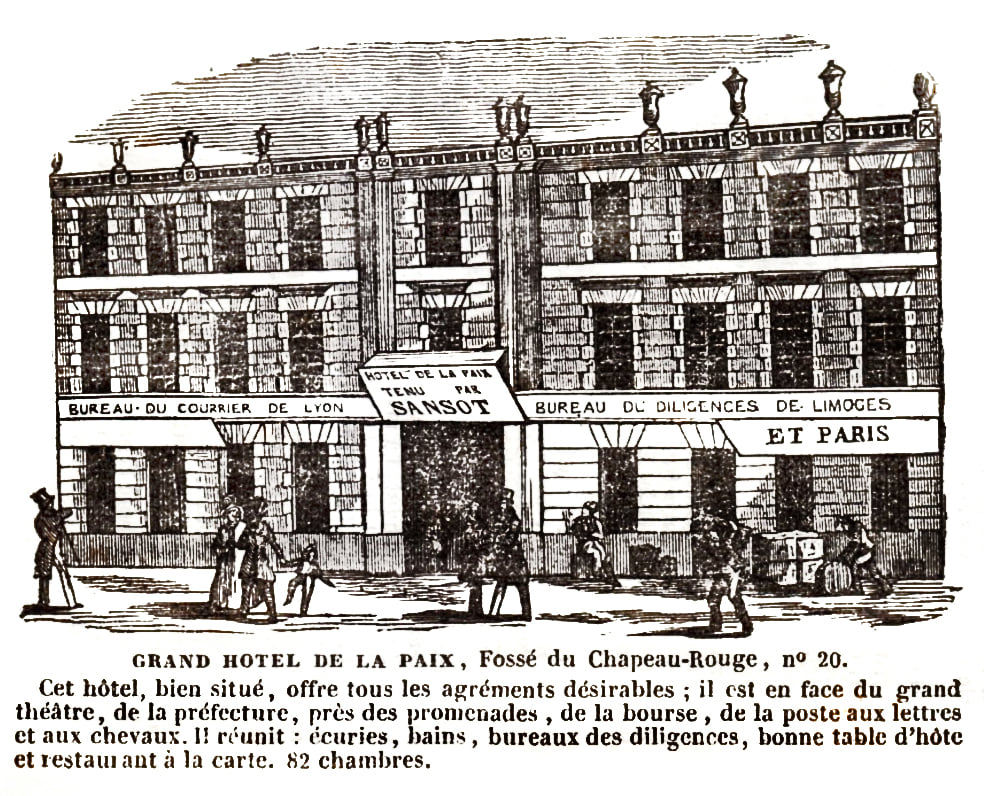
L'hôtel de la Paix avant la surélévation.
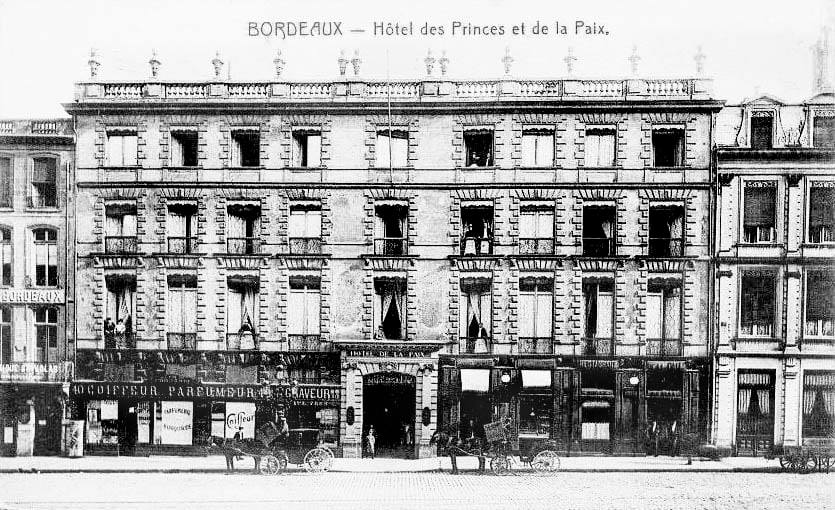
L'hôtel après sa surélévation par Sansot.
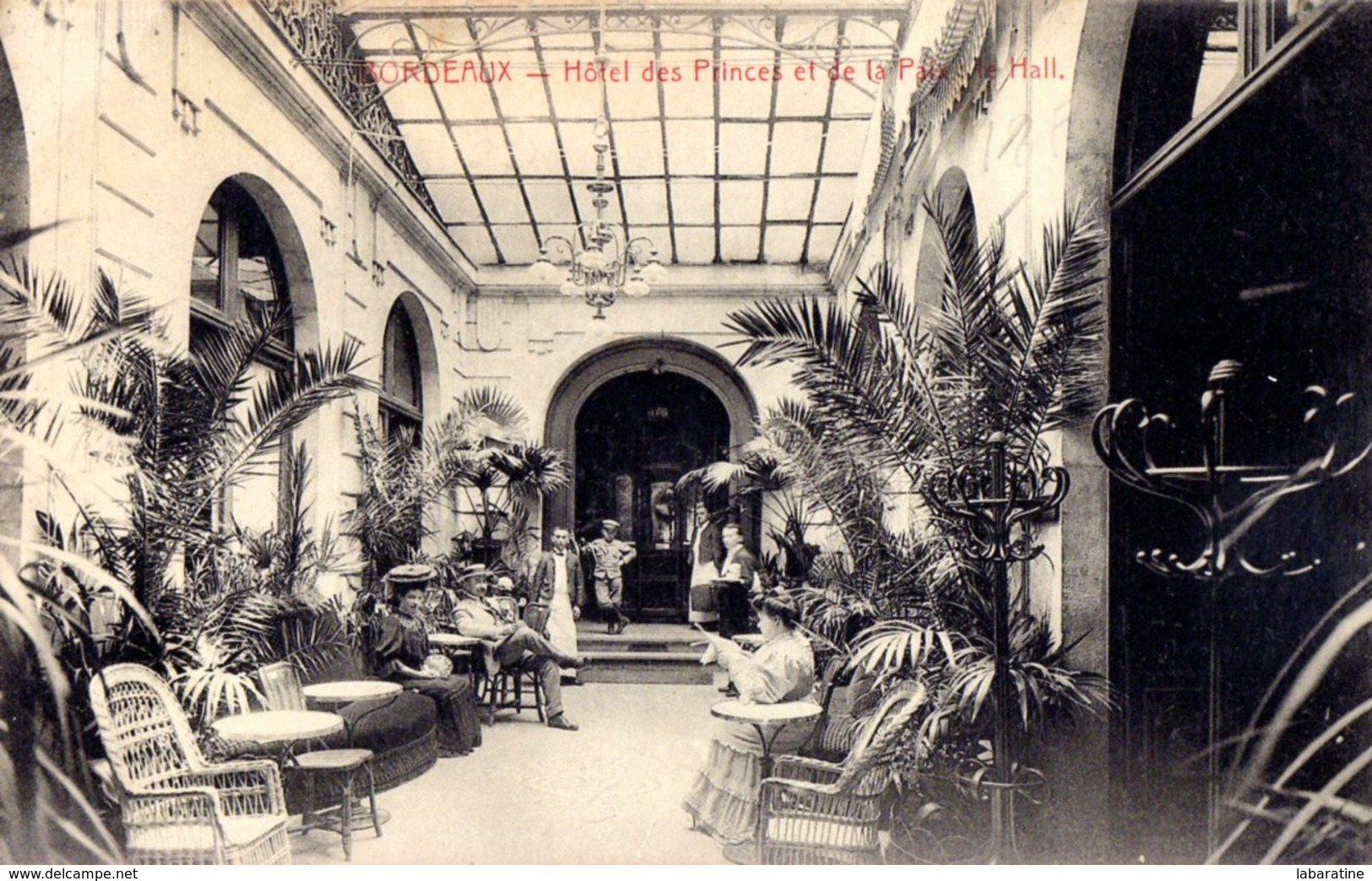
Hall de l'hôtel de la Paix.

### Siège de banques
Depuis 1913, l'ancien hôtel de Laubardemont est devenu le siège régional d'importantes banques. Il appartient aujourd'hui au groupe BNP Paribas.

## Architecture
L'ensemble consiste en deux bâtiments séparés par une cour intérieure et reliés par deux galeries.
L'imposante façade conserve une bonne partie de son décor d'origine : fenêtres à encadrements de bossages harpés, clés en pointe-de-diamant et surtout une profusion de masques pour marquer les angles supérieurs.
Elle a aussi subi de nombreuses transformations : balconnets de fer forgé ajoutés au XVIIIe siècle, modification du portail central, surélévation d'un étage au XIXe siècle.

## Galerie

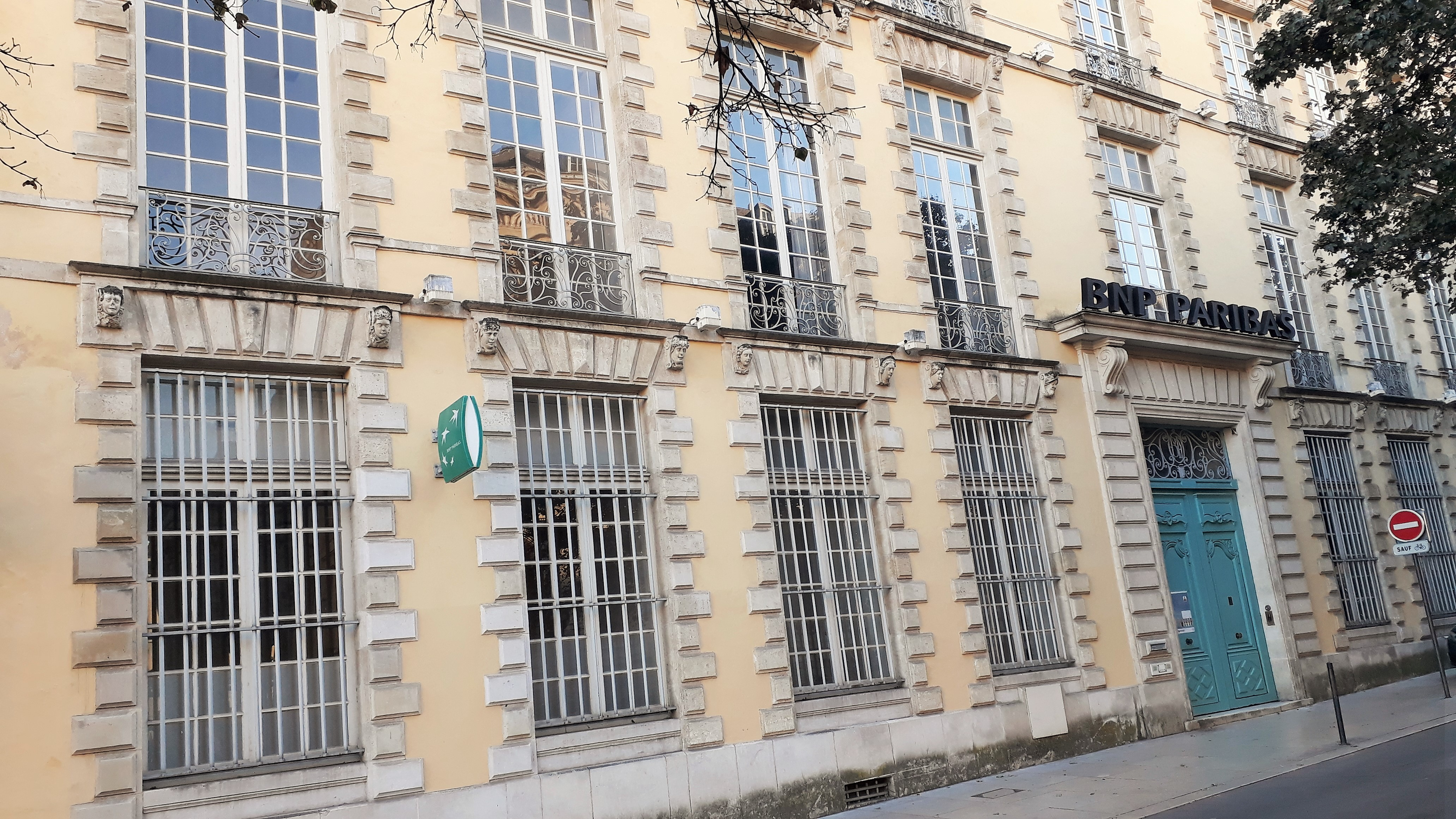
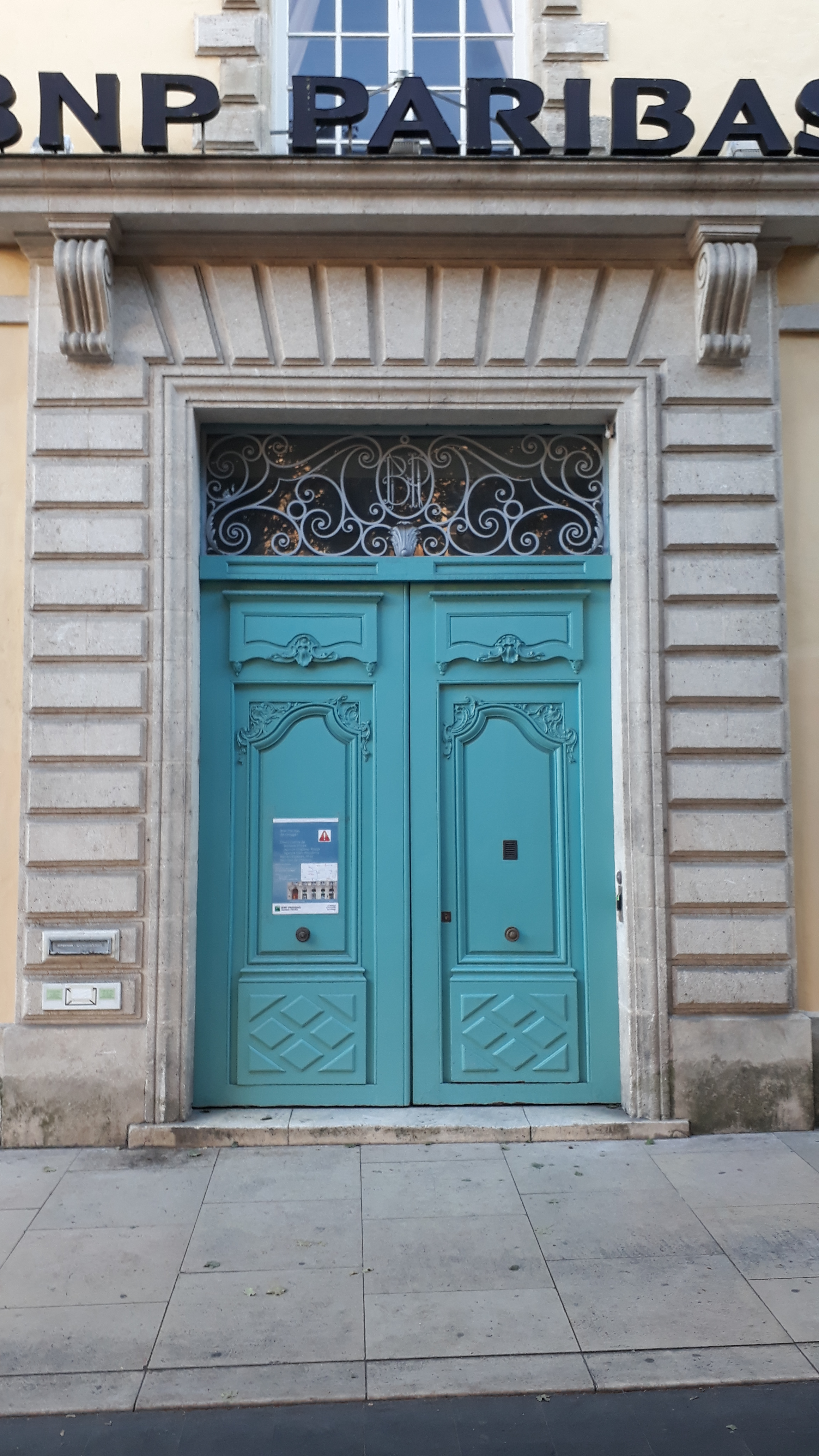
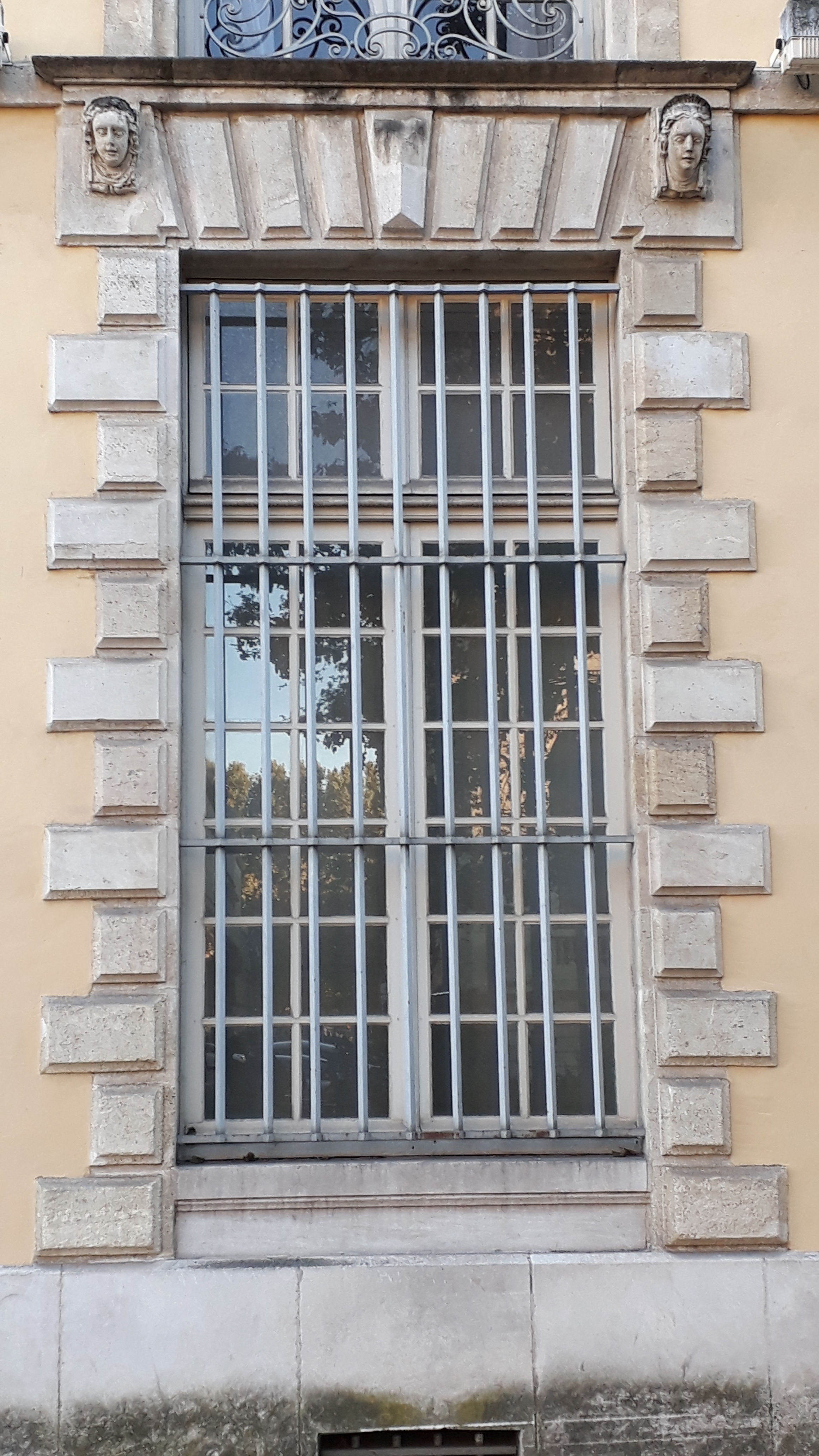